# Unterseeboot classe U 63
Le Unterseeboot classe U 63 est une classe de sous-marins (Unterseeboot) moyens de la Kaiserliche Marine allemande durant la Première Guerre mondiale. Au total, trois unités de cette classe ont été construites. Ils ont été en service de 1916 à 1918. Ils ont servi sous le pavillon de la marine austro-hongroise. Deux ont été coulés pendant la guerre, le troisième a été acquis par la Grande-Bretagne après la guerre.

## Construction
Les sous-marins de classe U 63 étaient une version améliorée de la classe U 51, construits en trois sections par le chantier naval allemand Germaniawerft à Kiel.
Les sous-marins avaient une conception à double coque. L’armement de base se composait de deux canons de 8,8 cm SK L/30 C/08 et de quatre tubes lance-torpilles de 500 mm (deux à l’avant et deux à l’arrière) avec une réserve de huit torpilles. Le système de propulsion se composait de deux moteurs Diesel Germania à six cylindres d’une puissance de 2200 ch et de deux moteurs électriques SSW d’une puissance de 1200 ch, entraînant deux hélices. La vitesse de pointe atteignait 16,5 nœuds en surface et 9 nœuds sous la surface. L’autonomie était de 8100 milles marins à 8 nœuds en surface et de 60 milles marins à 5 nœuds sous l’eau. La profondeur de plongée opérationnelle atteignant 50 mètres. Le temps d’immersion était de 50 secondes.

## Modifications
Pendant leur service, les sous-marins ont été réarmés avec un seul canon de 10,5 cm.

## Unités de la classe U 63[2]
| Nom  | Chantier naval      | Pose de la quille | Lancement       | Mise en service | Destin |
| ---- | ------------------- | ----------------- | --------------- | --------------- | --- |
| U-63 | Germaniawerft, Kiel | 1915              | 8 février 1916  | Mars 1916       | À partir de 1916, il opéra sous le nom de U-63 sous pavillon austro-hongrois. En 1919, il fut remis à la Grande-Bretagne et démoli.                                        |
| U-64 | Germaniawerft, Kiel | 1915              | 29 février 1916 | Avril 1916      | À partir de 1916, il opéra sous le nom de U-64 sous pavillon austro-hongrois. Le 17 juin 1918, il est coulé au large de la Sardaigne par le sloop britannique HMS Lychnis. |
| U-65 | Germaniawerft, Kiel | 1915              | 21 mars 1916    | Mai 1916        | À partir de 1916, il opéra sous le nom de U-65 sous pavillon austro-hongrois. Le 28 octobre 1918, il est coulé par son propre équipage.                                    |